# Heusden-Zolder

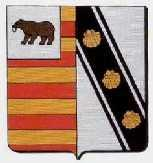
Heusden-Zolders vapen

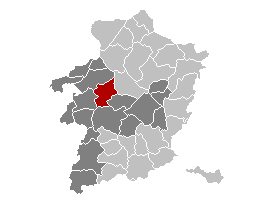
Heusden-Zolders läge inom provinsen Limburg

Heusden-Zolder är en kommun i provinsen Limburg i Belgien. Folkmängden uppgick den 1 januari 2006 till 30 769. Heusden-Zolder ligger i Flandern.

## Sport
År 2002 vann Susanne Ljungskog guld i linjelopp vid Världsmästerskapen i cykel här.
Vid friidrottstävlingar i Heusden-Zolder den 28 juli 2007 satte Mustafa Mohamed från Sverige nordiskt rekord i 3000 meter hinderlöpning för herrar med tiden 8 minuter och 5,75 sekunder.